# Příruční slovník naučný
Příruční slovník naučný (zkráceně PSN) je čtyřsvazková česká encyklopedie vydaná v letech 1962–1967 Československou akademií věd. Byla první českou encyklopedií vydanou po druhé světové válce a v nově vytvořeném politickém prostředí určovaném Komunistickou stranou Československa. Měla být prvním krokem k většímu encyklopedickému dílu, které by nahradilo do té doby v mnoha ohledech nepřekonaný Ottův slovník naučný. Ve čtyřech svazcích obsahuje celkem 42 472 hesel na 3 648 stranách. Kromě 3. dílu jsou vždy na konci svazku dodatky.  
Autoři označovali své dílo jako „první socialistickou encyklopedií“ v zemi. Vedle tradičních témat je velký prostor věnován tendenčně podaným informacím o světovém komunistickém hnutí, komunistickým vůdcům a zemím tzv. východního bloku. Hlavním redaktorem celého díla byl akademik Vladimír Procházka. 
PSN byl kritizován, že navzdory tomu, že mu bylo věnováno hodně zdrojů a pozornosti, obsahuje množství omylů a opomenutí i že je nekvalitně vytisknut. Došlo k kuriózní situaci kdy náklad posledního dílu je skoro dvakrát větší než prvního. Takže v mnoha knihovnách musela být nekompletní sada svazků.  

## Historie
Práce na encyklopedii začala 1955 kdy byl Bohumil Němec jmenován předsedou Komise pro spolupráci s encyklopediemi. Němec před válkou byl hlavním redaktorem dvanáctisvazkového Ottova slovníku naučného nové doby. Z této komise se později stala Encyklopedická komise. 
Zprvu zvažovali znovupoužití encyklopedie, na které pracovali od 1946 Zdeněk Nejedlý s F. Bělehrádkem jako výkonným redaktorem pro nakladatelství Orbis. Tu ale shledali jako ideologicky nevhodnou. Obdobně i materiály z nakladatelství Sfinx.
Na začátku 1959 byl odvolán Němec z pozice hlavního redaktora a byl nahrazen Vladimírem Procházkou. Dvěma důvody byly pomalost příprav a třenice mezi členy KSČ a nestraníky. Zatímco Němec nebyl členem KSČ, tak Procházka byl jedním z hlavních kulturních ideologů KSČ.
Od 1959 Procházka byl tajemníkem pětičlenného týmu pracujícího na „Velké československé encyklopedii“, která bude nástupcem PSN (a která nikdy nevyšla). Tu i slibuje v předmluvě k prvnímu svazku PSN, kde také vysvětluje, že „hrdý název encyklopedie“ si nechávají pro ni a PSN proto pojmenovali jen slovník.
Roku 1973 byl vydán Malý encyklopedický slovník A-Ž, který by zčásti shrnutím PSN a obsahoval i mnoho stejných hesel.
Původním záměrem PSN bylo sestavit tři svazky, každý o rozsahu 800 stran s zhruba 80 000 hesly a 2 000 obrázky, 72 černobílými přílohami a 24 mapami a plánky.

## Personální zajištění
Na encyklopedii se podílela řada nejmenovaných přispěvatelů, celý vznik koordinovala Hlavní redakce Příručního slovníku naučného, která pracovala s řadou vědeckých ústavů, svazů, úřadů. Hlavním redaktorem byl Procházka, jeho zástupci potom Viktor Knapp a Arnošt Kolman. Další byli odborní redaktoři, pro přírodní vědy a techniku Jiří Fragner, pro společenské vědy Bohumil Franěk, pro geografickou část Vladimír Smetana a pro doprovodné materiály Bohumil Janda, vedoucím technické redakce byl Josef Turek, ředitelem Encyklopedického kabinetu SAV zodpovědným za slovenské reálie byl Štefan Pisoň.
Další členové redakce byli Gustav Bareš, Antonín Martin Brousil, František Čůta, Václav Husa, Karel Horálek, Jan Jerie, Arnold Jirásek, Josef Kunský, Albert Pilát, Václav Rybáček, Ota Riedl, Ludvík Svoboda, Ota Šik, Ján Tibenský, Felix Vodička, Ladislav Zachoval. Sekretářem redakce byl Václav Procházka.
Graficky celé dílo upravil Jaroslav Šváb.

## Ukázka
| „                                        | … Svým náboženským pohledem na život zůstal K. spjat s minulostí, v mnohých směrech však předstihl svou dobu. Teprve socialistická společnost uskutečňuje, o čem Komenský jen snil. | “ |
| — Komenský (Comenius) Jan Ámos, PSN III. | |   |

## Díly
| Svazek                          | 1      | 2         | 3          | 4         | Celkem |
| ------------------------------- | ------ | --------- | ---------- | --------- | ------ |
| Rozsah                          | A-F    | G-L       | M-Ř        | S-Ž       |        |
| Rok vydání                      | 1962   | 1963      | 1966       | 1967      |        |
| Počet stran                     | 820    | 932       | 960        | 936       | 3 648  |
| Náklad                          | 50 000 | 75 000    | 93 000     | 93 000    |        |
| Redakční uzávěrka               | 1961   | 31.8.1963 | 31.12.1964 | 31.5.1966 |        |
| Obrázků v textu                 | 843    | 1 177     | 1 089      | 894       | 4 003  |
| Přílohy                         | 53     | 34        | 38         | 98        | 223    |
| Černobílých obrázků v přílohách | 550    | 418       | 318        | 455       | 1 741  |
| Barevných obrázků v přílohách   | 84     | 133       | 216        | 31        | 464    |
| Barevných map v přílohách       | 34     | 7         | 9          | 13        | 63     |
| Cena svazku v Kčs               | 85     | 85        | 88         | 90        | 348    |